# 相速度

此圖示為深水表面的波的傳遞模式。紅點以相速度运动，綠點以群速度运动。在这个例子中，红点从左向右运动的过程中两次跨过绿点，相速約略為群速的两倍。新的波看起來像是從一個波群的末尾處開始生成，振幅逐漸增大直至到達波群中間，然後再消失於波的前端。對於水表面的波，大多數情況下群速度遠小於相速度。

波的相速度或相位速度（phase velocity），或簡稱相速，是指波的相位在空間中傳遞的速度，換句話說，波的任一頻率成分所具有的相位即以此速度傳遞。可以挑選波的任一特定相位來觀察（例如波峰），則此處會以相速度前行。相速度可藉由波的頻率f與波長λ，或者是角頻率ω與波數（wave number）k的關係式表示：
{\displaystyle v_{\mathrm {p} }=f\lambda ={\frac {\omega }{k}}}。
注意到波的相速度不必然與波的群速度相同，相速是波包中某一单频波的相位移动速度；群速度代表的是「振幅變化」（或說波包）的傳遞速度，表示一段波包的包络面上具有某特性（如幅值最大或最小）的点的传播速度。
群速和相速只有是混合波（非单频波）在频散介质中传播时才有差别。
電磁輻射的相速度可能在一些特定情況下（例如：出現異常色散的情形）超過真空中光速，但這不表示任何超光速的資訊或者是能量移轉。物理學家阿諾·索末菲與里昂·布里於因（Léon Brillouin）對此皆有理論性描述。
參閱色散以對波的各種速度有更完整的了解。

## 物質波相速度
量子力學中，粒子也具有波的行為，並帶有複數相位。透過德布羅意假說，我們可以得到：
{\displaystyle v_{\mathrm {p} }={\frac {\omega }{k}}={\frac {E/\hbar }{p/\hbar }}={\frac {E}{p}}}
運用相對論中能量與動量的關係式：
{\displaystyle v_{\mathrm {p} }={\frac {E}{p}}={\frac {\gamma mc^{2}}{\gamma mv}}={\frac {c^{2}}{v}}={\frac {c}{\beta }}}
其中{\displaystyle E_{k}}是粒子總能（運動學觀點上，即靜質能加上動能），p是粒子動量，{\displaystyle \gamma }是勞侖茲因子，c是光速，以及{\displaystyle \beta }是速度與c的比值。變數v可以是粒子速度或相應的物質波群速度。細節請參閱群速度條目。既然根據狹義相對論，帶質量粒子的速度{\displaystyle v<c}必然成立，因此相速度永遠大於c，即：
{\displaystyle v_{\mathrm {p} }>c\,}
並且可以看到當粒子速度在相對論性範圍，相速度趨近於c。超光速的相速度並不違反狹義相對論，因其並不帶有任何資訊的傳遞。細節請參閱訊號速度條目。

## 與群速度相異

群速度與相速度

群速度迥異於「相速度」的概念是首先由哈密頓於1839年提出，這方面完整的處理則出現在瑞利勳爵（Lord Rayleigh）的1877年的著作《聲理論》（Theory of Sound）中。

## 外部連結
- （英文）Subluminal，Java applet

- （英文）Group and Phase Velocity （页面存档备份，存于） - Java applet顯示群速度與相速度的差異。

## 文獻
- 萊昂·布里淵《波傳遞與群速度》（Wave Propagation and Group Velocity）Academic Press Inc., New York（1960年）ISBN 0-1213-4968-3
- Tipler, Paul A. and Ralph A. Llewellyn (2003). Modern Physics. 4th ed.  New York; W. H. Freeman and Company. ISBN 0-7167-4345-0. 222-3 pp.